# CUTEG
CUTEG（カム、女性、1984年1月6日 - ）は、大韓民国の漫画家・イラストレーター。ソウル特別市出身。日本および韓国で活動している。韓国でライトノベルのイラストを担当する際は「cuteg」と小文字で表記される。また韓国では「カム・ジー」（깜쥐、kkam jwi）名義も使用している。

## 人物
イラストを担当している『彼女がフラグをおられたら』の担当編集者へのインタビュー記事においては、「（小説作者の）竹井先生と同様に大変仕事が速い方です」との趣旨で語られている。また同記事では「お酒がたいへんお強い」とも述べられている。
同様にイラストを担当している『この中に1人、妹がいる!』の担当編集者へのインタビュー記事においては、「とにかく可愛いものや女の子が大好き！という方。ご自身が絵を描かれる際の楽しさがそのまま魅力となってこちらに伝わってくるイラストレーターさん」との趣旨で評されている。同インタビューでは「仕事が速く、締切に遅れることがない」とも評されており、他社の別の編集担当者からも、これを裏付けるような肯定的なコメントがある。

## 商業活動

### オリジナル連載
- スイート マジック シンドローム  - 芳文社の『まんがタイムきららミラク』にてvol.1（2011年5月）より2015年2月号まで連載。単行本はまんがタイムKRコミックスより全3巻。
- 全力乙女  - 一迅社のアンソロジーコミック『女装少年アンソロジー』シリーズにて掲載。単行本はREXコミックスより全1巻。

### コミカライズ
- ココロコネクト（作：庵田定夏、キャラクター原案：白身魚、）エンターブレインのウェブコミック配信サイト『ファミ通コミッククリア』にて2010年10月22日から2013年8月23日まで連載された。単行本はファミ通クリアコミックスより全5巻。

### ライトノベルイラスト
日本
- この中に1人、妹がいる![4]（作：田口一、MF文庫J、2010年 - 2013年、全10巻および短編集1巻）
- うちの魔女しりませんか?（作：山川進、ガガガ文庫、2011年 - 2012年、全3巻）
- アイドライジング!（作：広沢サカキ、電撃文庫、2011年 - 2012年、全4巻）
- 彼女がフラグをおられたら[5]（作：竹井10日、講談社ラノベ文庫、2011年 - 2016年、全16巻）
- 私とあなたの青春革命。（作：広沢サカキ、電撃文庫、2012年 - 2013年、全2巻）
- マジカル†デスゲーム（作：うれま庄司、富士見ファンタジア文庫、2014年、全2巻）
- 無欲の聖女（作：中村颯希、ヒーロー文庫、2016年 - 2017年、全4巻）
- 誉められて神軍（作：竹井10日、講談社ラノベ文庫、2016年 - 2017年、全3巻）
- 完璧美少女な天才ショタがダダ甘お姉ちゃんと業界仰天のゲームを創りながらゲーム作りの怖いお話を聞かされています!（作：竹井10日、講談社ラノベ文庫、2019年 - 、既刊1巻）

韓国
- プリンセス・キス（作：Avra、2009年、全3巻）
- EFSエクスマキナ（作：白虎、2010年 - 、既刊2巻）

### 単行本
- 萌える眼鏡っ娘の描き方（誠文堂新光社、2010年7月）
- CUTEG画集 この中に1人、妹がいる!（メディアファクトリー、2012年9月）

### その他イラスト

#### 日本
アニメ関連
- ひだまりスケッチ×☆☆☆（第10話提供バックイラスト）
- C3 -シーキューブ-（第9話エンドカードイラスト）
- ささみさん@がんばらない（第2話提供バックイラスト）
- 桜Trick（第2話後提供イラスト）
- 彼女がフラグをおられたら（第8話原画、第13話エンドカードイラスト）
- アイドル事変（キャラクター原案）
- 俺が好きなのは妹だけど妹じゃない（第5話エンドカードイラスト）

アンソロジー
- マジキュー4コマ CLANNAD 8 （マジキューコミックス、イラスト、2009年3月）
- けいおん! ストーリーアンソロジーコミック vol.2（まんがタイムKRコミックス、カバーイラスト、2010年4月）
- キミとSPORTS!（ファミ通クリアコミックス、カバーイラスト・漫画、2011年1月）
- 真・恋姫†無双 ～萌将伝～ 五（アース・スターコミックス、カバーイラスト、2011年7月）
- 僕は友達が少ない 公式アンソロジーコミック 2（MFコミックス アライブシリーズ、カバーイラスト、2012年3月）
- 魔法少女まどか☆マギカ 4コマアンソロジーコミック 1（まんがタイムKRコミックス、イラスト、2012年7月）
- アイドルマスター シンデレラガールズ シャッフル!!（ガンガンコミックスアンソロジー、イラスト、2013年4月）
- 魔法少女まどか☆マギカ アンソロジーコミック 4（まんがタイムKRコミックス フォワードシリーズ、裏表紙イラスト、2013年7月）
- ご注文はうさぎですか? アンソロジーコミック 1（まんがタイムKRコミックス、イラスト、2014年4月）
- ガールフード 〜おんなのこ、お食事アンソロジー〜 1（まんがタイムKRコミックス、イラスト、2015年2月）

その他
- 2009年から東方系CDジャケットのデザイン[6]、スクールカレンダーなどに参加している[7]。

### キャラクターデザイン
日本
- ひなビタ♪  (コナミデジタルエンタテインメント、2012年)
- グリモア〜私立グリモワール魔法学園〜  (アプリボット、2014年)
- バンめし♪  (コナミデジタルエンタテインメント、2018年)

### ゲーム
- EZ2DJ6th TraX -Self Evolution- 収録曲「Frantic」ビジュアルアート担当 (2004年)
- 東方LostWord 爾子田里乃・丁礼田舞の絵札イラスト担当（2020年）

## 同人活動
日本
2009年から同人誌即売会に参加している。2009年のコミックマーケット77に「StrawberryPink」名義で、2010年のサンシャインクリエイション46に「ONIGIRIズ」名義で直接参加した。コミックトレジャー15には委託参加している。
その他、他サークルの抱き枕などにイラストを描いている。
韓国
ソウルで行われるコミックワールドやオンリージャンル系イベントなどの同人誌即売会に参加している。以前は『涼宮ハルヒの消失』や『けいおん!』、『君に届け』などの同人誌が多かったが、最近は『ペルソナシリーズ』の同人誌が増えている。